# Турлыгин, Сергей Яковлевич
Сергей Яковлевич Турлыгин (1891—1955) — советский учёный, один из пионеров естественнонаучного изучения телепатии.

## Биография
Сын художника Якова Прокопьевича Турлыгина.
По профессии радиоинженер.
С 1922 г. работал в Государственном экспериментальном электротехническом институте (ГЭЭИ), позднее преобразованном во Всесоюзный электротехнический институт (ВЭИ). Одновременно преподавал в Московском высшем техническом училище, где проводил исследования по распространению, генерированию и приёму УКВ.
В 1924 г. построил радиопередатчик мощностью 150 Вт, работавший на волне 5,5 м, и осуществил с ним радиосвязь на расстоянии до 20 км.
С 1933 г. заведующий кафедрой общей теории связи Московского электротехнического института народной связи. В 1927—1934 годах принимал участие в составлении «Технической энциклопедии» в 26-и томах под редакцией Л. К. Мартенса, автор статей по тематике «радиотехника».
С 1934 года работал (первоначально — под руководством академика П. П. Лазарева) в отделе биофизики во Всесоюзном институте экспериментальной медицины в Москве (в 1938 году отдел преобразован в Лабораторию биофизики Академии наук СССР).
В 1933—1938 гг. по заданию Наркомата обороны СССР проводил исследования по выяснению физической природы телепатии. Некоторые результаты были опубликованы в 1939-1942 гг.
Доктор технических наук, профессор.
Награждён орденом Ленина (1953). 
Похоронен на Введенском кладбище (23 уч.).

## Сочинения
- Радиосети и их опоры [Текст] : научное издание / С. Я. Турлыгин. — М. : Связьиздат, 1932. — 253 с. : рис., табл.
- Радиопередача. Антенны и ламповые генераторы [Текст] : научное издание / С. Я. Турлыгин, Д. А. Конашинский; ред. С. Я. Турлыгин. — М. : Гостехиздат, 1925. — 143 с. : ил.
- Радиотелефония [Текст] : научное издание / П. В. Шмаков; ред. С. Я. Турлыгин. — М. : Гостехиздат, 1925. — 164 с. : ил
- С. Я. Турлыгин. Излучение микроволн (λ ∼2мм) организмом человека. Бюлл. Экспер. Биологии и Медицины, (XIV, 4 (10)):63-72, 1942.
- Турлыгин С. Я. Об излучении нервной системы. Сборник статей по истории биофизики под редакцией П. П. Лазарева, 1940.
- Введение в технику ультравысоких частот [Текст] / Д. А. Конашинский, С. Я. Турлыгин. — Москва ; Ленинград : Госэнергоиздат, 1951. — 128 с. : ил.; 20 см